# Pierino da Vinci

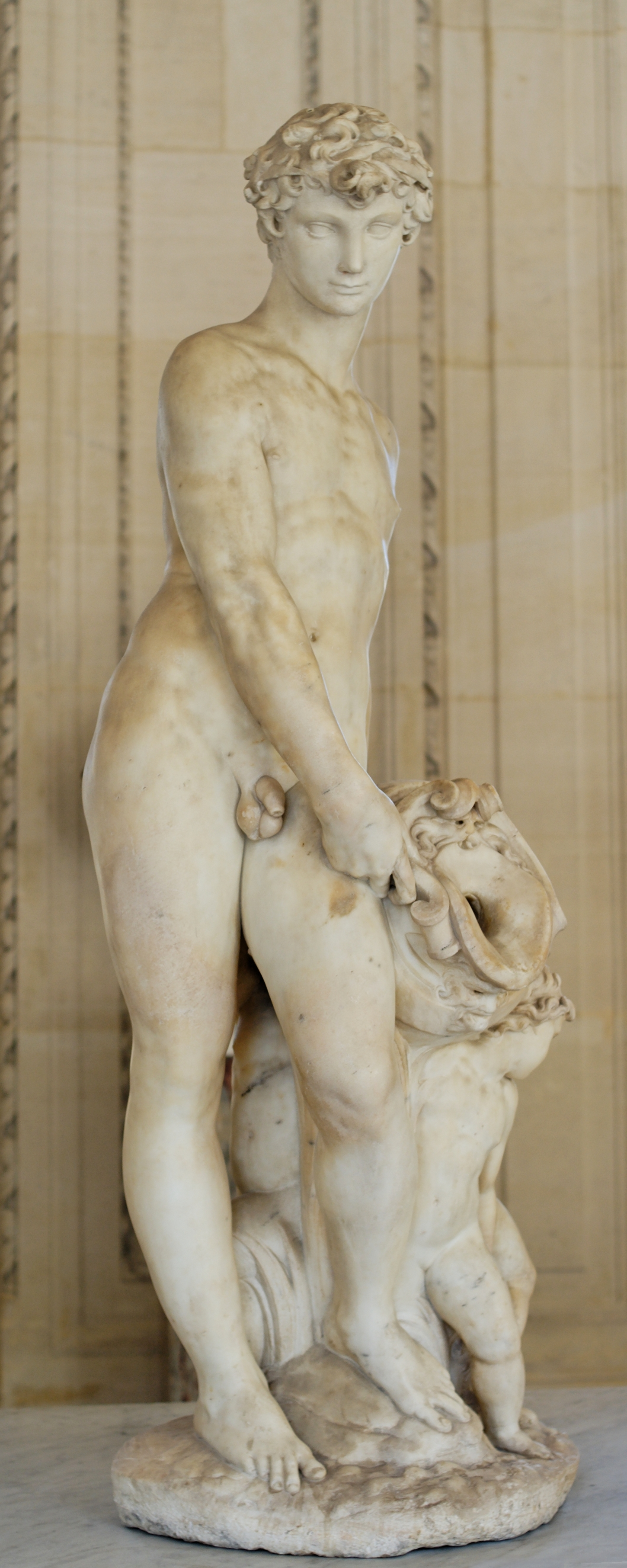
Joven río, escultura en mármol de Pierino da Vinci. Museo del Louvre.

Pierino da Vinci, nombre por el que se conoce a Pier Francesco di Bartolomeo (Vinci, ca. 1530 - Pisa, 1553), fue un escultor italiano del renacimiento. Era sobrino de Leonardo da Vinci, hijo de su hermano menor Bartolomeo.
La información biográfica de este artista proviene casi exclusivamente de Le Vite de Giorgio Vasari, el cual aporta una mezcla de hechos reales y legendarios, difícilmente inseparables debido a la carencia de otras fuentes.
Se adiestró en el taller de Baccio Bandinelli, amigo de su tío Leonardo, pero sobre todo con Niccolò Tribolo, que le ayudó a desarrollar su talento: con él colaboró en la creación de los más bellos jardines a la italiana, como los de la Villa di Castello y de la Villa La Petraia (1545 hasta 1548). Después de estos trabajos accedió a los encargos ducales gracias a una relación privilegiada con hombres de cultura muy ligados a la corte, como Benedetto Varchi y Luca Martini.
Sus relieves y sus esculturas muestran una cierta influencia del estilo de Miguel Ángel, hasta el punto que algunas de ellas fueron atribuidas a este en el pasado. También fue influido por la elegancia de Benvenuto Cellini y la pureza de Andrea Sansovino, aunque pronto desarrolló un estilo personal dotado de persuasión y fuerza expresiva.
Trabajó mucho en Pisa: en la piazza della Berlina se encuentra todavía una Piedad de su mano, mientras que para el proveedor de las galeras, Luca Martini, esculpió un punzante grupo de Sansón y el filisteo (1551-52, hoy en día en el Palazzo Vecchio de Florencia, un Dios fluvial (esculpido en 1548 cuando sólo tenía dieciocho años de edad, hoy en el Louvre) y un bajorrelieve con La muerte del conde Ugolino (escena de La Divina Comedia de Dante). De esta última obra existen dos ejemplares: una copia en terracota, conservada en la actualidad en el Bargello, y otra en bronce, creída original de Pierino y que fue recientemente adquirida para el Museo Liechtenstein de Viena. Había pertenecido durante siglos a la mansión inglesa de Chatsworth House. Otra importante obra alegórica es el grupo de Cosme I fundando la Universidad de Pisa, hoy en la pinacoteca de los Museos Vaticanos. Hay otra escultura suya en el Palacio Barberini (Sala dei Raffelleschi), una estatua de Eros y Anteros, que formaba parte de una fuente.
Murió con sólo veintitrés tres años de edad, a causa de la malaria (1553), por lo que no pudo expresar completamente su potencial artístico, que ya sus contemporáneos calificaron como de altísimo nivel.